# 帕西·索尔穆宁
帕西·索尔穆宁（芬蘭語：Pasi Sormunen，1970年3月8日—），芬兰男子冰球运动员，场上位置是后卫。他曾代表芬兰国家队参加1994年冬季奥林匹克运动会冰球比赛，获得一枚铜牌。